# Les Compagnons du Rebut global
 (mai 2023).
Les Compagnons du Rebut global (Habitat 07) est une émission de télévision québécoise de type télé réalité documentaire en treize épisodes de trente minutes, diffusée sur la chaîne de Télé-Québec en 2007. Faisant partie de la série Le Rebut global, les Compagnons sont six québécois et un Français volontaires pour construire, de manière écologique, une maison entièrement autonome au point de vue énergétique.

## Description
Le nom des Compagnons du Rebut global provient de l'expression Compagnonnage qui au Canada, est une pratique ancestrale rattachée au métier de la construction reposant sur le partage des connaissances et l'entraide mutuelle. Le groupe de sept compagnons disposent d'un budget de 77 000 dollars CAD et de treize semaines pour l'érection d'une maison entièrement autonome au point de vue énergétique, fabriquée presque exclusivement avec des matériaux recyclés ou puisés dans les rebuts.
Le projet de Habitat 07, surnommé ainsi en l'honneur d'Habitat 67 et son architecte Moshe Safdie, est situé dans la ville de Baie-Saint-Paul dans la municipalité régionale de comté de Charlevoix, dans la région administrative de la Capitale-Nationale du Québec au Canada. La ville de Baie-Saint-Paul est la première ville du Québec à avoir adopté l'agenda 21 des Nations unies depuis le sommet de la Terre 1992.
Habitat 07 est la première maison habitable du Québec regroupant toutes les techniques écologiques en vigueur au moment de sa construction, à savoir l'approvisionnement énergétique par éoliennes, panneaux photovoltaïque, énergie solaire passive, foyer de masse, isolation en laine de mouton, en chanvre et en ballots de pailles, etc. La maison Habitat 07 est la première maison au Québec à utiliser l'option de mesurage net, un système électrique bidirectionnel pour retourner le surplus d'énergie produit directement sur le réseau d'Hydro-Québec. On compte également la récupération des eaux de pluie, un marais filtrant, une toiture végétale, un chauffage radiant chauffé par le soleil.
Narrée par le philosophe Jacques Languirand et l'animatrice Caroline Boyer, la série est une production de Télé-Québec, avec l'aide financière de Fonds canadien de télévision, Fonds Québecor, la SODEC et les gouvernements du Québec et du Canada. Les treize épisodes de 52 minutes sont tournés en couleur avec XDCAM et disponibles en coffrets DVD.
Habitat07 est aujourd'hui une maison d'interprétation visant, par le biais de visites guidées et audio-visuelles, à sensibiliser le grand public sur les modes de construction durables.

## Épisodes
1. Ils étaient sept
2. Nous irons au bois
3. Vis cachées
4. Chanvre en ville
5. Un étage au ballottage
6. Marrant marais
7. La maison rapaillée
8. Watts en stock
9. Le petite prairie sur la maison
10. Oh soleil, soleil
11. L'eau chaude, l'eau frette
12. Vents et divans
13. Stop... ou encore ?

## Participants
- : Catherine Marcotte, stagiaire en architecture.
- : Jean Fiset, menuisier et chef de chantier.
- : Francis Pronovost, ingénieur junior en énergétique.
- : Émilie voyer, scénographe.
- : Yan Grenier, menuisier technologue en architecture.
- : Matthieu Caron, charpentier menuisier.
- : Cédric Sportes, designer et directeur artistique.